# Cryptogemma cornea
Cryptogemma cornea é uma espécie de gastrópode do gênero Cryptogemma, pertencente à família Turridae.